# كريستين باومغارتنر
كريستين باومغارتنر (بالألمانية: Christiane Baumgartner)‏ هي مصممة جرافيك ألمانية، ولدت في 1967 في لايبزيغ في ألمانيا.